# Lutz Rademacher
Lutz Rademacher (* 1969 in Lübeck) ist ein deutscher Dirigent und Generalmusikdirektor.

## Leben
Rademacher studierte Klavier und Dirigieren bei Klauspeter Seibel an der Hochschule für Musik und Theater in Hamburg. 2003 wurde er am Theater Basel Assistent des Chefdirigenten. In den Jahren 2005 und 2006 war er Studienleiter und musikalischer Assistent bei den Festspielen in Bayreuth. Von 2007 bis 2009 war er Erster Kapellmeister und stellvertretender Generalmusikdirektor am Theater Freiburg. Im Jahr 2013 wurde Rademacher Generalmusikdirektor des Landestheaters Detmold.
Im Jahr 2017 gelang es Lutz Rademacher Gustav Mahlers monumentale Auferstehungssinfonie zum ersten Mal in der Region Ostwestfalen-Lippe zur Aufführung zu bringen. Für das Unterfangen wurde das symphonische Orchester des Landestheaters Detmold durch das Detmolder Kammerorchester verstärkt, der Chor bestand aus dem Opernchor des Landestheaters, dem Kammerchor der Hochschule für Musik Detmold, der Kantorei Bad Lippspringe, der Marienkantorei Lemgo und dem Städtischen Musikverein Paderborn. Als Solisten sangen die Sopranistin Megan Marie Hart und Janina Hollich (Alt).
Rademacher verließ das Landestheater Detmold zum Sommer 2021 um sich freien Projekten zu widmen. Er nahm 2021 für sechs Monate am Advanced Fellowship Programm der Universität Hamburg teil. In dieser Zeit entstand in Zusammenarbeit mit dem Komponisten Gordon Kampe der Liederzyklus O Seufzen, Heulen, Herzensknall – Love is all we need!, den Rademacher mit dem Ensemble Radar, Countertenor Daniel Gloger und Sopranistin Lini Gong am 25. Juni 2022 in Hamburg zur Uraufführung brachte. Ebenfalls 2022 übernahm Rademacher die musikalische Leitung bei der Bühnenpremiere von Schorsch Kameruns Interpretation von Purcells King Arthur.
Rademacher lebt als freier Dirigent in Berlin. Er ist mit der Schauspielerin Helene Grass verheiratet und hat zwei Kinder.

## Diskographie (Auswahl)
- 2019 Dan Dediu: Concerto for Violoncello and Orchestra, Op. 167, mit dem Philharmonischen Orchester Altenburg-Gera auf „Zukunftsmusik Ostwärts: Matè Bella, Balázs Horváth, Dan Dediu“, Klanglogo/Rondeau, KL 1530[9]